# 黄修己
黄修己（1935年8月26日—2025年5月11日），男，福建福州人，中国现代文学史家，中山大学教授。知名于对赵树理的研究。

## 生平
1950年加入中国人民解放军。1955年就读于北京大学中文系，1960年毕业后留校任教，担任文学史家王瑶的助教，负责讲授赵树理等。1964年用笔名方欲晓出版研究专著《赵树理的小说》。文化大革命期间受到冲击。1986年12月晋升教授。1987年9月调入中山大学中文系任教，担任中国现代文学研究室主任。2005年1月退休。曾兼任中国现代文学研究会副会长、名誉理事。1995年出版《中国新文学史编纂史》，为第一部总结中国新文学研究史的专著。起于1920年代初的胡适论著，将前后70余年总计百余部新文学史类著作进行检视、梳理、评判。2023年10月，获颁中国现代文学研究会“中国现代文学学术贡献荣誉奖”。2025年5月11日17时在广州去世。

## 出版物
- 《赵树理的小说》（北京出版社，1964年）
- 《赵树理评传》（江苏人民出版社，1982年）
- 《赵树理研究》（山西人民出版社，1985年）
- 《中国现代文学简史》（中国青年出版社，1984年）
- 《中国现代文学史讲授纲要》（辽宁教育出版社，1986年）
- 《中国现代文学发展史》（中国青年出版社，1988年）
- 《不平坦的路》（天津教育出版社，1990年）
- 《中国新文学史编纂史》（北京大学出版社，1995年）
- 《我的“三角地”》（广西师范大学出版社，2006年）